# Ziqiu
Ziqiu (kinesiska: 资邱乡, 资邱) är en socken i Kina. Den ligger i provinsen Shandong, i den östra delen av landet, omkring 160 kilometer sydost om provinshuvudstaden Jinan.
Genomsnittlig årsnederbörd är 902 millimeter. Den regnigaste månaden är juli, med i genomsnitt 265 mm nederbörd, och den torraste är januari, med 5 mm nederbörd.